# Hugo van Fleury
Hugo van Fleury (Latijn: Hugo Floriacensis) was een Frans - mogelijk afkomstig uit Normandië - monnik van de abdij van Fleury en kroniekschrijver, die verscheidene geschiedwerken in het Latijn heeft geschreven. Hij schreef zijn boeken rond 1100 en stierf na 1119.

## Leven
We weten nagenoeg niets over het leven van Hugo, die vroeger ook wel Hugo van Sint-Maria werd genoemd omdat er zich een aan Maria gewijd kerkje op de landgoederen van zijn vader bevond. Dit landgoed zou zich op het schiereiland Cotentin in Normandië hebben bevonden. In de tweede helft van 12e eeuw trad hij toe tot de Benedictijnenabdij van Fleury-sur-Loire in centraal Frankrijk. Uit het niveau van zijn werken kan men afleiden dat hij uit een gegoede familie stamde en goede contacten met Anglo-Normandische en Franse hofkringen had. Enkele werken droeg hij op aan nakomelingen van Willem de Veroveraar, te weten aan Hendrik I van Engeland (zoon), Adela van Engeland (jongste dochter) en Mathilde van Engeland (kleindochter en dochter van Hendrik I, getrouwd met de Duitse keizer Hendrik V). Ook droeg hij werken op aan Lodewijk VI van Frankrijk. Enkele van zijn werken zond hij ter beoordeling aan de invloedrijke bisschop Ivo van Chartres. Omdat zijn laatst geschreven werk rond 1119 wordt gedateerd, gaat men ervan uit dat hij kort daarop moet zijn overleden.

## Werken
- Historia ecclesiastica: een in 1109 geschreven en uit vier boeken bestaande kerkgeschiedenis tot aan de dood van Karel de Grote (814), een in 1110 geschreven en uit zes boeken bestaande editie van deze kerkgeschiedenis, waarbij de inhoud beter werd geordend, opmerkingen werden toegevoegd (in het bijzonder voor theologische zaken) en enkele zaken werden weggelaten en nu lopend tot 855.
- Historia regum francorum monasterii Sancti Dionysii: een kroniek van Franse koningen van de legendarische eerste koning Pharamond tot de dood van Filips I van Frankrijk in 1108.
- Modernorum regum francorum actus: een boek over de daden van Franse koningen van 842 tot 1108.
- Historia Francorum Senonensis: verkorte geschiedenis van de Franse koningen van 688 tot 1034, geschreven voor koning Lodewijk VI van Frankrijk.
- Tractatus de regia potestate et sacerdotali dignitate: een werk over de koninklijke macht en de priesterlijke waardigheid gericht aan koning Hendrik I van Engeland ten tijde van de Investituurstrijd (geschreven tussen 1102 en 1104), waarbij hij zich afzet tegen Hugo van Flavigny die de door paus Gregorius VII verkondigde opvattingen verdedigde en waarin hij tracht het conflict tracht op te lossen met opvattingen die men later terugvindt in de concordaten (zie: Concordaat van Londen (1107)).
- Herwerking van een door iemand anders geschreven Vita of heiligenleven van Sint Sacerdos, bisschop van Limoges.
- Voortzetting van een werk getiteld De miraculis S. Benedicti Floriaci patratis.

## Uitgaves en vertalingen
- Historia ecclesiastica:
  - B. Rottendorf (ed.), Historia ecclesiastica, Münster, 1638. (Inclusief brief aan Ivo van Chartres en een voorwoord gericht aan Lodewijk VI van Frankrijk.)
  - L.M. de Ruiter (ed.), Hugo van Fleury, Historia ecclesiastica, editio altera; kritische teksteditie, diss. Rijksuniversiteit Groningen, 2016. (pdf)
- Historia regum francorum monasterii Sancti Dionysii:
  - L.C. Bethmann (ed.), Monumenta Germaniae Historica, Scriptores, IX, Hannover, 1861, pp. 395[dode link]-406[dode link].
- Modernorum regum francorum actus:
  - L.C. Bethmann (ed.), Monumenta Germaniae Historica, Scriptores, IX, Hannover, 1861, pp. 376[dode link]-395[dode link].
- Historia Francorum Senonensis:
  - L.C. Bethmann (ed.), Monumenta Germaniae Historica, Scriptores, IX, Hannover, 1861, pp. 364[dode link]-369[dode link].